# Hermannia jesti
Hermannia jesti är en kvalsterart som beskrevs av Travé 1977. Hermannia jesti ingår i släktet Hermannia och familjen Hermanniidae. Inga underarter finns listade i Catalogue of Life.